# T-Low/Diskografie
Diese Diskografie ist eine Übersicht über die musikalischen Werke des deutschen Rappers T-Low. Den Schallplattenauszeichnungen zufolge hat er bisher mehr als eine Million Tonträger verkauft, davon alleine in seiner Heimat über eine Million. Seine erfolgreichste Veröffentlichung ist die Single Sehnsucht mit über 400.000 verkauften Einheiten.

## Alben

### Studioalben
| Jahr | Titel Musiklabel                    | Höchstplatzierung, Gesamtwochen, AuszeichnungChartplatzierungen (Jahr, Titel, Musiklabel, Platzierungen, Wochen, Auszeichnungen, Anmerkungen) | Höchstplatzierung, Gesamtwochen, AuszeichnungChartplatzierungen (Jahr, Titel, Musiklabel, Platzierungen, Wochen, Auszeichnungen, Anmerkungen) | Höchstplatzierung, Gesamtwochen, AuszeichnungChartplatzierungen (Jahr, Titel, Musiklabel, Platzierungen, Wochen, Auszeichnungen, Anmerkungen) | Anmerkungen                         |
| Jahr | Titel Musiklabel                    | DE | AT | CH | Anmerkungen                         |
| ---- | ----------------------------------- | --- | --- | --- | ----------------------------------- |
| 2020 | Litty Way Selbstverlag              | — | — | — | Erstveröffentlichung: 20. März 2020 |
| 2021 | Benzo Diaries Selbstverlag          | — | — | — | Erstveröffentlichung: 14. Mai 2021  |
| 2022 | Percocet Party Selbstverlag         | DE3 (9 Wo.)DE | AT3 (7 Wo.)AT | — | Erstveröffentlichung: 20. Mai 2022  |
| 2023 | Drug Related Lifestyle Selbstverlag | DE2 (3 Wo.)DE | AT23 (2 Wo.)AT | — | Erstveröffentlichung: 16. Juni 2023 |

### Kollaboalben
| Jahr | Titel Musiklabel      | Höchstplatzierung, Gesamtwochen, AuszeichnungChartplatzierungen (Jahr, Titel, Musiklabel, Platzierungen, Wochen, Auszeichnungen, Anmerkungen) | Höchstplatzierung, Gesamtwochen, AuszeichnungChartplatzierungen (Jahr, Titel, Musiklabel, Platzierungen, Wochen, Auszeichnungen, Anmerkungen) | Höchstplatzierung, Gesamtwochen, AuszeichnungChartplatzierungen (Jahr, Titel, Musiklabel, Platzierungen, Wochen, Auszeichnungen, Anmerkungen) | Anmerkungen                                                                    |
| Jahr | Titel Musiklabel      | DE | AT | CH | Anmerkungen                                                                    |
| ---- | --------------------- | --- | --- | --- | ------------------------------------------------------------------------------ |
| 2021 | Alright Selbstverlag  | — | — | — | Erstveröffentlichung: 27. März 2021 mit Asad John & Sevi Rin                   |
| 2021 | Underdog Selbstverlag | — | — | — | Erstveröffentlichung: 5. November 2021 mit Overshiaat, Sin Davis & Yung Vision |
| 2023 | Oops! Futura (GA)     | DE65 (1 Wo.)DE | AT28 (1 Wo.)AT | — | Erstveröffentlichung: 24. Februar 2023 mit Miksu/Macloud                       |

### EPs
| Jahr | Titel Musiklabel                          | Höchstplatzierung, Gesamtwochen, AuszeichnungChartplatzierungen (Jahr, Titel, Musiklabel, Platzierungen, Wochen, Auszeichnungen, Anmerkungen) | Höchstplatzierung, Gesamtwochen, AuszeichnungChartplatzierungen (Jahr, Titel, Musiklabel, Platzierungen, Wochen, Auszeichnungen, Anmerkungen) | Höchstplatzierung, Gesamtwochen, AuszeichnungChartplatzierungen (Jahr, Titel, Musiklabel, Platzierungen, Wochen, Auszeichnungen, Anmerkungen) | Anmerkungen                                                             |
| Jahr | Titel Musiklabel                          | DE | AT | CH | Anmerkungen                                                             |
| ---- | ----------------------------------------- | --- | --- | --- | ----------------------------------------------------------------------- |
| 2018 | Embryo Trap Selbstverlag (Spinnup)        | — | — | — | Erstveröffentlichung: 16. Juni 2018                                     |
| 2019 | Tyskie Selbstverlag (Spinnup)             | — | — | — | Erstveröffentlichung: 2. August 2019                                    |
| 2020 | Since I Was Born I Was Trap Selbstverlag  | — | — | — | Erstveröffentlichung: 24. Juli 2020                                     |
| 2020 | Life Changed Selbstverlag                 | — | — | — | Erstveröffentlichung: 25. September 2020                                |
| 2021 | Thilo Selbstverlag                        | — | — | — | Erstveröffentlichung: 12. Februar 2021                                  |
| 2021 | Litkids Selbstverlag                      | — | — | — | Erstveröffentlichung: 9. April 2021 mit Heinie Nüchtern & Sevi Rin      |
| 2021 | Litkids 2 Selbstverlag                    | — | — | — | Erstveröffentlichung: 30. September 2021 mit Heinie Nüchtern & Sevi Rin |
| 2021 | Dying Lit Selbstverlag                    | — | — | — | Erstveröffentlichung: 26. November 2021 mit Lexika                      |
| 2021 | Everythings Purple Selbstverlag (Spinnup) | DE6 (1 Wo.)DE | — | — | Erstveröffentlichung: 31. Dezember 2021                                 |
| 2022 | Litkids 3 Selbstverlag                    | — | — | — | Erstveröffentlichung: 26. August 2022 mit Heinie Nüchtern & Sevi Rin    |
| 2022 | Everythings Purple 2 Selbstverlag         | — | — | — | Erstveröffentlichung: 31. Dezember 2022                                 |
| 2023 | Demonzone Selbstverlag                    | — | — | — | Erstveröffentlichung: 15. Dezember 2023 mit Melay                       |
| 2024 | Everythings Purple 3 Selbstverlag         | DE14 (1 Wo.)DE | — | — | Erstveröffentlichung: 27. Dezember 2024                                 |

## Singles

### Als Leadmusiker
| Jahr | Titel Album                                      | Höchstplatzierung, Gesamtwochen, AuszeichnungChartplatzierungen (Jahr, Titel, Album, Platzierungen, Wochen, Auszeichnungen, Anmerkungen) | Höchstplatzierung, Gesamtwochen, AuszeichnungChartplatzierungen (Jahr, Titel, Album, Platzierungen, Wochen, Auszeichnungen, Anmerkungen) | Höchstplatzierung, Gesamtwochen, AuszeichnungChartplatzierungen (Jahr, Titel, Album, Platzierungen, Wochen, Auszeichnungen, Anmerkungen) | Anmerkungen                                                                                |
| Jahr | Titel Album                                      | DE | AT | CH | Anmerkungen                                                                                |
| --- | ------------------------------------------------ | --- | --- | --- | ------------------------------------------------------------------------------------------ |
| 2018 | Ted Mosby –                                      | — | — | — | Erstveröffentlichung: 16. Oktober 2018                                                     |
| 2019 | Entweder –                                       | — | — | — | Erstveröffentlichung: 1. Februar 2019 mit Prism                                            |
| 2019 | Standard Roli –                                  | — | — | — | Erstveröffentlichung: 27. Februar 2019                                                     |
| 2019 | SIM gesperrt –                                   | — | — | — | Erstveröffentlichung: 1. Mai 2019                                                          |
| 2019 | Youngboys –                                      | — | — | — | Erstveröffentlichung: 24. Mai 2019 mit Sevi Rin                                            |
| 2019 | Background –                                     | — | — | — | Erstveröffentlichung: 13. September 2019                                                   |
| 2019 | On the Road –                                    | — | — | — | Erstveröffentlichung: 27. September 2019 mit CLean                                         |
| 2019 | Gang Gang –                                      | — | — | — | Erstveröffentlichung: 29. November 2019                                                    |
| 2020 | Kein Tenso –                                     | — | — | — | Erstveröffentlichung: 14. Februar 2020                                                     |
| 2020 | Brudi –                                          | — | — | — | Erstveröffentlichung: 21. Februar 2020 mit NKT                                             |
| 2020 | Warum –                                          | — | — | — | Erstveröffentlichung: 6. März 2020 mit Murcy                                               |
| 2020 | Shoutouts –                                      | — | — | — | Erstveröffentlichung: 24. April 2020 mit Lexika                                            |
| 2020 | Red Wine –                                       | — | — | — | Erstveröffentlichung: 1. Mai 2020                                                          |
| 2020 | Next –                                           | — | — | — | Erstveröffentlichung: 29. Mai 2020                                                         |
| 2020 | Phase –                                          | — | — | — | Erstveröffentlichung: 14. August 2020 mit Ocean                                            |
| 2020 | Bluetooth –                                      | — | — | — | Erstveröffentlichung: 4. September 2020                                                    |
| 2020 | Medizin –                                        | — | — | — | Erstveröffentlichung: 11. September 2020                                                   |
| 2020 | Paranoid –                                       | — | — | — | Erstveröffentlichung: 18. September 2020                                                   |
| 2020 | Heilig –                                         | — | — | — | Erstveröffentlichung: 20. November 2020                                                    |
| 2020 | Italiano –                                       | — | — | — | Erstveröffentlichung: 4. Dezember 2020                                                     |
| 2020 | Smoke –                                          | — | — | — | Erstveröffentlichung: 25. Dezember 2020                                                    |
| 2021 | Stolz –                                          | — | — | — | Erstveröffentlichung: 22. Januar 2021                                                      |
| 2021 | Junkie –                                         | — | — | — | Erstveröffentlichung: 29. Januar 2021 mit Yung Vision                                      |
| 2021 | Wichtig für uns –                                | — | — | — | Erstveröffentlichung: 18. Februar 2021 mit Heinie Nüchtern & Sevi Rin feat. Doktor Sterben |
| 2021 | HKT –                                            | — | — | — | Erstveröffentlichung: 19. Februar 2021 mit Absent                                          |
| 2021 | Niemals wieder Back –                            | — | — | — | Erstveröffentlichung: 26. Februar 2021 feat. Sevi Rin                                      |
| 2021 | Lost –                                           | — | — | — | Erstveröffentlichung: 12. März 2021                                                        |
| 2021 | Auf ein Breski Litkids 2                         | — | — | — | Erstveröffentlichung: 30. April 2021 mit Heinie Nüchtern & Sevi Rin                        |
| 2021 | Prophezeit –                                     | — | — | — | Erstveröffentlichung: 30. April 2021 mit Yung Vision                                       |
| 2021 | Keine Zeit –                                     | — | — | — | Erstveröffentlichung: 7. Mai 2021                                                          |
| 2021 | Bestes Leben (Remix) –                           | — | — | — | Erstveröffentlichung: 18. Juni 2021 mit Heinie Nüchtern                                    |
| 2021 | Luxus Leben –                                    | — | — | — | Erstveröffentlichung: 2. Juli 2021                                                         |
| 2021 | On the Regular –                                 | — | — | — | Erstveröffentlichung: 9. Juli 2021 mit Kidnfinity                                          |
| 2021 | Gesagt & getan –                                 | — | — | — | Erstveröffentlichung: 16. Juli 2021 mit Sevi Rin                                           |
| 2021 | Fliegen lässt Litkids 2                          | — | — | — | Erstveröffentlichung: 5. August 2021 mit Heinie Nüchtern & Sevi Rin                        |
| 2021 | Changed –                                        | — | — | — | Erstveröffentlichung: 20. August 2021                                                      |
| 2021 | Vorsichtig Litkids 2                             | — | — | — | Erstveröffentlichung: 2. September 2021 mit Heinie Nüchtern & Sevi Rin                     |
| 2021 | Die perfekte Mische –                            | — | — | — | Erstveröffentlichung: 17. September 2021 mit Sevi Rin                                      |
| 2021 | All Eyez on Me Dying Lit                         | — | — | — | Erstveröffentlichung: 19. November 2021 mit Lexika                                         |
| 2021 | In der Nacht –                                   | — | — | — | Erstveröffentlichung: 10. Dezember 2021 mit Heinie Nüchtern & Sevi Rin                     |
| 2022 | Curly Fries Percocet Party                       | — | — | — | Erstveröffentlichung: 18. Februar 2022                                                     |
| 2022 | Gas –                                            | — | — | — | Erstveröffentlichung: 18. März 2022 mit Dusy                                               |
| 2022 | Chaos (Remix) –                                  | — | — | — | Erstveröffentlichung: 1. April 2022 mit Funeral Fantasies & Lexika                         |
| 2022 | We Made It Percocet Party                        | DE1 Gold · (24 Wo.)DE | AT1 Platin · (23 Wo.)AT | CH8 (14 Wo.)CH | Erstveröffentlichung: 22. April 2022 Verkäufe: + 230.000; feat. Miksu/Macloud              |
| 2022 | Airbnb Percocet Party                            | DE7 (4 Wo.)DE | AT10 (3 Wo.)AT | CH57 (1 Wo.)CH | Erstveröffentlichung: 13. Mai 2022 feat. Ufo361                                            |
| 2022 | Bisschen high –                                  | DE31 (2 Wo.)DE | AT54 (1 Wo.)AT | — | Erstveröffentlichung: 3. Juni 2022 mit Luis & Tym                                          |
| 2022 | Nicht verdient –                                 | DE57 (1 Wo.)DE | — | — | Erstveröffentlichung: 5. August 2022                                                       |
| 2022 | Zieht eine Line Litkids 3                        | — | — | — | Erstveröffentlichung: 19. August 2022 mit Heinie Nüchtern & Sevi Rin                       |
| 2022 | Verliebt Oops!                                   | DE20 (2 Wo.)DE | AT32 (1 Wo.)AT | — | Erstveröffentlichung: 21. Oktober 2022 mit Miksu/Macloud                                   |
| 2022 | Pappbecher –                                     | — | — | — | Erstveröffentlichung: 28. Oktober 2022 mit Sevi Rin & Young Lime                           |
| 2022 | Amiri Freestyle Everythings Purple 2             | — | — | — | Erstveröffentlichung: 9. Dezember 2022                                                     |
| 2022 | Eigentlich tot Everythings Purple 2              | — | — | — | Erstveröffentlichung: 16. Dezember 2022                                                    |
| 2023 | Nur ein Trost Oops!                              | DE22 (4 Wo.)DE | AT27 (2 Wo.)AT | CH87 (1 Wo.)CH | Erstveröffentlichung: 20. Januar 2023 mit Miksu/Macloud                                    |
| 2023 | Irgendwie –                                      | DE93 (1 Wo.)DE | — | — | Erstveröffentlichung: 28. April 2023                                                       |
| 2023 | Sucht Drug Related Lifestyle                     | DE— aDE | — | — | Erstveröffentlichung: 2. Juni 2023                                                         |
| 2023 | K Tattoo –                                       | — | — | — | Erstveröffentlichung: 23. Juli 2023                                                        |
| 2023 | Zeit zu gehen auch bekannt als: Broken Strings – | DE— bDE | — | — | Erstveröffentlichung: 15. September 2023 mit Lexika                                        |
| 2023 | ATM –                                            | — | — | — | Erstveröffentlichung: 27. Oktober 2023                                                     |
| 2023 | Codeine, Schmerz und Leid Demonzone              | — | — | — | Erstveröffentlichung: 24. November 2023 mit Melay                                          |
| 2023 | Backseat –                                       | — | — | — | Erstveröffentlichung: 29. Dezember 2023 mit Consent2K                                      |
| 2024 | Römisches Reich & Druggy Popstar –               | — | — | — | Erstveröffentlichung: 15. März 2024                                                        |
| 2024 | No Special Day –                                 | — | — | — | Erstveröffentlichung: 10. Mai 2024                                                         |
| 2024 | Holy Shit –                                      | — | — | — | Erstveröffentlichung: 14. Juni 2024                                                        |
| 2024 | Molly –                                          | — | — | — | Erstveröffentlichung: 9. August 2024                                                       |
| 2024 | In deinem Schatten –                             | — | — | — | Erstveröffentlichung: 23. August 2024 mit Lexika & Wavvyboi                                |
| 2024 | Echte Love –                                     | — | — | — | Erstveröffentlichung: 13. September 2024                                                   |
| Folgende Lieder erschienen nicht als Single, wurden aber durch das Album zum Download und Streaming bereitgestellt und konnten somit eine Platzierung erlangen: |                                                  | | | |                                                                                            |
| |                                                  | | | |                                                                                            |
| 2021 | Ordentlich Life Changed                          | DE19 Gold · (12 Wo.)DE | AT17 Platin · (9 Wo.)AT | — | Charteinstieg: 26. Februar 2021 Verkäufe: + 230.000                                        |
| 2021 | Crashen Benzo Diaries                            | DE27 Gold · (32 Wo.)DE | AT24 Platin · (22 Wo.)AT | — | Videoauskopplung: 20. Juli 2021 Charteinstieg: 23. Juli 2021 Verkäufe: + 230.000           |
| 2022 | Geh allein Benzo Diaries                         | DE— cDE | — | — | Charteinstieg: 6. Mai 2022                                                                 |
| 2023 | City nach City Oops!                             | DE41 (1 Wo.)DE | AT69 (1 Wo.)AT | — | Charteinstieg: 3. März 2023 mit Miksu/Macloud                                              |

### Als Gastmusiker
| Jahr | Titel Album                  | Höchstplatzierung, Gesamtwochen, AuszeichnungChartplatzierungen (Jahr, Titel, Album, Platzierungen, Wochen, Auszeichnungen, Anmerkungen) | Höchstplatzierung, Gesamtwochen, AuszeichnungChartplatzierungen (Jahr, Titel, Album, Platzierungen, Wochen, Auszeichnungen, Anmerkungen) | Höchstplatzierung, Gesamtwochen, AuszeichnungChartplatzierungen (Jahr, Titel, Album, Platzierungen, Wochen, Auszeichnungen, Anmerkungen) | Anmerkungen                                                                                 |
| Jahr | Titel Album                  | DE | AT | CH | Anmerkungen                                                                                 |
| ---- | ---------------------------- | --- | --- | --- | ------------------------------------------------------------------------------------------- |
| 2019 | Lady –                       | — | — | — | Erstveröffentlichung: 15. November 2019 Prism feat. T-Low                                   |
| 2020 | Keine Liebe Days B4          | — | — | — | Erstveröffentlichung: 6. November 2020 Notorious Nasty feat. T-Low                          |
| 2020 | Schaden da Arbeite am Leben  | — | — | — | Erstveröffentlichung: 11. Dezember 2020 Sevi Rin feat. T-Low                                |
| 2021 | Fukk a Label –               | — | — | — | Erstveröffentlichung: 12. März 2021 Tapekid feat. Heinie Nüchtern, Sevi Rin, Tighty & T-Low |
| 2021 | 100k Flex Up 2               | — | — | — | Erstveröffentlichung: 24. September 2021 Negatiiv OG feat. T-Low                            |
| 2022 | 1.000 Emotionen Internetbaby | — | — | — | Erstveröffentlichung: 21. Januar 2022 Luis feat. T-Low                                      |
| 2022 | Untertitel –                 | — | — | — | Erstveröffentlichung: 25. Februar 2022 KDM Shey feat. Heinie Nüchtern & T-Low               |
| 2022 | Sehnsucht Teil vom Ganzen    | DE1 Platin · (69 Wo.)DE | AT1 (60 Wo.)AT | CH26 (23 Wo.)CH | Erstveröffentlichung: 4. März 2022 Verkäufe: + 400.000; Miksu/Macloud feat. T-Low           |
| 2022 | Crash Test Dummy –           | — | — | — | Erstveröffentlichung: 18. März 2022 Raphi20 feat. Niteboi & T-Low                           |
| 2022 | Aufgehört –                  | — | — | — | Erstveröffentlichung: 17. Juni 2022 Sevi Rin feat. T-Low                                    |
| 2022 | Reich –                      | DE— dDE | — | — | Erstveröffentlichung: 12. August 2022 Young Lime feat. T-Low                                |
| 2022 | Junkies mit Cash –           | — | — | — | Erstveröffentlichung: 2. September 2022 Lex feat. T-Low                                     |
| 2022 | Ass Black Heart –            | — | — | — | Erstveröffentlichung: 9. September 2022 Melay feat. T-Low                                   |
| 2022 | Zu viel –                    | DE— eDE | — | — | Erstveröffentlichung: 11. November 2022 Edo Saiya feat. T-Low                               |
| 2023 | Streit ohne Sinn –           | — | — | — | Erstveröffentlichung: 3. Februar 2023 Melay feat. T-Low                                     |
| 2023 | Wake Up Call Rags to Riches  | — | — | — | Erstveröffentlichung: 10. Februar 2023 Lexika feat. T-Low                                   |
| 2023 | Geheimnis 2 –                | — | — | — | Erstveröffentlichung: 9. Juni 2023 Sevi Rin feat. T-Low                                     |
| 2023 | Ich will Teil vom Ganzen     | DE6 (2 Wo.)DE | AT25 (1 Wo.)AT | — | Erstveröffentlichung: 7. Juli 2023 Miksu/Macloud feat. Makko & T-Low                        |
| 2023 | Wie ein Junkie –             | — | — | — | Erstveröffentlichung: 7. Juli 2023 Heinie Nüchtern feat. T-Low                              |
| 2023 | Not That Cool –              | — | — | — | Erstveröffentlichung: 10. November 2023 Lex feat. T-Low                                     |
| 2024 | Sag was –                    | DE16 (5 Wo.)DE | AT42 (1 Wo.)AT | — | Erstveröffentlichung: 19. Januar 2024 Paula Hartmann feat. T-Low                            |
| 2024 | Promethazine Dreams –        | — | — | — | Erstveröffentlichung: 15. Februar 2024 808 Vibes feat. T-Low                                |
| 2024 | Alle im Schlamm –            | — | — | — | Erstveröffentlichung: 1. März 2024 Sevi Rin feat. Negatiiv OG & T-Low                       |
| 2024 | Applaus –                    | DE— fDE | — | — | Erstveröffentlichung: 5. April 2024 Endzone feat. T-Low                                     |
| 2024 | Fantasy –                    | — | — | — | Erstveröffentlichung: 21. Juni 2024 Consent2K feat. T-Low                                   |
| 2024 | Schachtelkiste –             | — | — | — | Erstveröffentlichung: 28. Juni 2024 Edo Saiya feat. T-Low                                   |
| 2024 | Venue nach Venue –           | — | — | — | Erstveröffentlichung: 2. August 2024 Melay feat. Sevi Rin & T-Low                           |

## Musikvideos
| Jahr | Titel                            | Regisseur(e)                      |
| ---- | -------------------------------- | --------------------------------- |
| 2020 | Red Wine                         |                                   |
| 2021 | Stolz                            | Blackmind                         |
| 2021 | Niemals wieder Back              | Alpforp, Smokyog                  |
| 2021 | Keine Zeit                       | T-Low                             |
| 2021 | Oxycodon                         | VisualTomato                      |
| 2021 | Luxus Leben                      | Smokysoon                         |
| 2021 | Crashen                          | Adieumaude, Designedby4           |
| 2021 | Fliegen lässt                    | Smokysoon, VisualTomato           |
| 2021 | Changed                          | Smokysoon                         |
| 2021 | Die perfekte Mische              | Smokysoon                         |
| 2021 | Underdog                         | Darius Bucher                     |
| 2021 | All Eyez on Me                   | Framewarp                         |
| 2021 | Vorsichtig                       | Smokysoon                         |
| 2021 | Bankaccount                      | Smokysoon                         |
| 2022 | Curly Fries                      |                                   |
| 2022 | Sehnsucht                        | Macloud                           |
| 2022 | We Made It                       | Framewarp                         |
| 2022 | Bisschen high                    | Ioannis Hietbrink, Felix Scholzen |
| 2022 | Aufgehört                        | SmokySoon                         |
| 2022 | Nicht verdient                   | T-Low                             |
| 2022 | Junkies mit Cash                 | Framewarp                         |
| 2022 | Verliebt                         | MacDuke                           |
| 2022 | Zu viel                          | Moritz Döring                     |
| 2022 | Amiri Freestyle                  | Smokysoon                         |
| 2022 | Eigentlich tot                   | Framewarp                         |
| 2023 | Nur ein Trost                    | Felix Aaron                       |
| 2023 | Streit ohne Sinn                 | D38my                             |
| 2023 | Irgendwie                        | Moritz829                         |
| 2023 | Sucht                            | Framewarp                         |
| 2023 | Geheimnis 2                      | Smokyzoon                         |
| 2023 | Ich will                         | Stanislav Borowski                |
| 2023 | ATM                              | Framewarp                         |
| 2023 | Not That Cool                    | Framewarp                         |
| 2023 | Codeine, Schmerz und Leid        | Benhfm                            |
| 2024 | Sag was                          | Chehad Abdallah                   |
| 2024 | Alle im Schlamm                  | M1key, Smokyzoon                  |
| 2024 | Römisches Reich & Druggy Popstar | Kaya, Lex, Ottel                  |
| 2024 | Applaus                          | Morten Hinrichsen                 |
| 2024 | No Special Day                   | Smokyzoon                         |
| 2024 | Venue nach Venue                 | Patricevfx                        |
| 2024 | Molly                            | Lex                               |
| 2024 | Echte Love                       | Moritz Döring                     |

## Sonderveröffentlichungen
| Jahr | Titel Album                                  | Anmerkungen                                                                         |
| ---- | -------------------------------------------- | ----------------------------------------------------------------------------------- |
| 2018 | Gleichgewicht Free Sevi                      | Erstveröffentlichung: 16. November 2018 Sevi Rin feat. T-Low                        |
| 2019 | Doublecup Sevicodon                          | Erstveröffentlichung: 20. Dezember 2019 Sevi Rin feat. T-Low                        |
| 2020 | Finesse No Anxiety Zone                      | Erstveröffentlichung: 7. Februar 2020 Nok1d feat. T-Low                             |
| 2020 | Forreal 96, Vol. 2                           | Erstveröffentlichung: 21. Februar 2020 Ocean feat. Sevi Rin & T-Low                 |
| 2020 | Love Abi Albüm                               | Erstveröffentlichung: 28. Februar 2020 Can mit Me$$r feat. T-Low                    |
| 2020 | Schaden da Arbeite am Leben                  | Erstveröffentlichung: 18. Dezember 2020 Sevi Rin feat. T-Low                        |
| 2020 | Only Fan Lovestream                          | Erstveröffentlichung: 21. Dezember 2020 Can mit Me$$r & Grabsteyn feat. T-Low       |
| 2021 | Outro für Rec L(i)eben ist jetzt             | Erstveröffentlichung: 9. Juli 2021 Heinie Nüchtern feat. Asadjohn, Sevi Rin & T-Low |
| 2021 | Keine Liebe Days B4                          | Erstveröffentlichung: 15. Oktober 2021 Notorious Nasty feat. T-Low                  |
| 2021 | 100k Flex Up 2                               | Erstveröffentlichung: 29. Oktober 2021 Negatiiv OG feat. T-Low                      |
| 2021 | Fanta hellblau wie der Himmel Ein langer Weg | Erstveröffentlichung: 19. November 2021 Sevi Rin feat. Heinie Nüchtern & T-Low      |
| 2021 | Jeder sucht eine Melodie Ein langer Weg      | Erstveröffentlichung: 19. November 2021 Sevi Rin feat. Heinie Nüchtern & T-Low      |
| 2022 | Star Freestyle Entourage                     | Erstveröffentlichung: 28. Januar 2022 Overshiaat feat. T-Low                        |
| 2022 | 1.000 Emotionen Internetbaby                 | Erstveröffentlichung: 11. Februar 2022 Luis feat. T-Low                             |
| 2022 | Prada Sociopath                              | Erstveröffentlichung: 11. März 2022 Yung Vision & Young Lime feat. T-Low            |
| 2023 | Wake Up Call Rags to Riches                  | Erstveröffentlichung: 3. März 2023 Lexika feat. T-Low                               |
| 2023 | Ich will Teil vom Ganzen                     | Erstveröffentlichung: 4. August 2023 Miksu/Macloud feat. Makko & T-Low              |
| 2023 | Sehnsucht Teil vom Ganzen                    | Erstveröffentlichung: 4. August 2023 Miksu/Macloud feat. T-Low                      |

## Statistik

### Chartauswertung
|                     | DE    | AT    | CH    |
| ------------------- | ----- | ----- | ----- |
| Nummer-eins-Alben   | DE—DE | AT—AT | CH—CH |
| Top-10-Alben        | DE3DE | AT1AT | CH—CH |
| Alben in den Charts | DE5DE | AT3AT | CH—CH |

|                       | DE     | AT     | CH    |
| --------------------- | ------ | ------ | ----- |
| Nummer-eins-Singles   | DE2DE  | AT2AT  | CH—CH |
| Top-10-Singles        | DE4DE  | AT3AT  | CH1CH |
| Singles in den Charts | DE13DE | AT10AT | CH4CH |

### Auszeichnungen für Musikverkäufe
Anmerkung: Auszeichnungen in Ländern aus den Charttabellen bzw. Chartboxen sind in ebendiesen zu finden.
| Land/RegionAuszeichnungen für Musikverkäufe (Land/Region, Auszeichnungen, Verkäufe, Quellen) | Gold     | Platin     | Verkäufe  | Quellen           |
| -------------------------------------------------------------------------------------------- | -------- | ---------- | --------- | ----------------- |
| Deutschland (BVMI)                                                                           | 3× Gold3 | Platin1    | 1.000.000 | musikindustrie.de |
| Österreich (IFPI)                                                                            | —        | 3× Platin3 | 90.000    | ifpi.at           |
| Insgesamt                                                                                    | 3× Gold3 | 4× Platin4 |           |                   |